# Joris Mathijsen
Joris Mathijsen (Goirle, 5 april 1980) is een Nederlands voormalig betaald voetballer die bij voorkeur links-centraal in de verdediging speelde. Hij kwam uit voor achtereenvolgens Willem II, AZ, Hamburger SV, Málaga CF en Feyenoord. In november 2004 debuteerde hij in het Nederlands voetbalelftal, waarin hij 84 interlands speelde.

## Clubcarrière

### Willem II
Mathijsen begon met voetballen bij amateurclub VOAB in Goirle. Nadat hij daar werd gescout, doorliep hij de jeugdopleiding van Willem II. Daarvoor maakte hij op 27 februari 1999 zijn officiële debuut in het betaald voetbal, thuis tegen FC Utrecht.

### AZ
Na zes seizoenen bij Willem II werd Mathijsen in de zomer van 2004 naar AZ gehaald door Co Adriaanse, eerder zijn trainer bij Willem II. Hier groeide hij uit tot international.
Op 14 april 2005 viel Joris met een gescheurde kniepees uit tijdens het thuisduel met Villarreal CF. Deze zware blessure kostte hem de rest van dat seizoen en een deel van het daaropvolgend seizoen. Op 29 oktober 2005 maakte hij zijn rentree in de met 2–0 gewonnen wedstrijd van ADO Den Haag. Na deze wedstrijd werd hij direct opgenomen in de nationale selectie voor het vriendschappelijk duel tegen Italië op 12 november 2005. Volgens toenmalig bondscoach Marco van Basten had hij die uitnodiging te danken aan eerdere optredens.

### Hamburger SV en Malaga
Hamburger SV haalde Mathijsen vervolgens op 24 augustus 2006 naar Duitsland. De club betaalde naar verluidt zesenhalf miljoen euro voor hem aan AZ. In juni 2011 vertrok Mathijsen naar Malága, dat een transfersom van plusminus drie miljoen euro voor hem betaalde.

### Feyenoord
Op vrijdag 10 augustus 2012 tekende Mathijsen voor drie jaar bij Feyenoord, dat op zoek was naar ervaring na het vertrek van Ron Vlaar en Karim El Ahmadi. Hij maakte zijn debuut op zaterdagavond 18 augustus in de competitiewedstrijd tegen sc Heerenveen (1–1). Mathijsen kreeg in die wedstrijd een kwartier voor tijd een rode kaart van scheidsrechter Björn Kuipers na een overtreding in het eigen strafschopgebied op Filip Đuričić. Mathijsen werd dat seizoen veel bekritiseerd en er werd publiekelijk getwijfeld of Mathijsen niet zijn plaats kwijt zou moeten raken in het centrum voor de sterk ontwikkelende Bruno Martins Indi, die als linksback speelde. Mede door zijn tegenvallende prestaties werd hij ook bekritiseerd om zijn hoge salaris dat rond de één miljoen zou liggen. In 2013 herstelde Mathijsen zich en speelde steeds betere wedstrijden. Na afloop van De Kraker tegen PSV (2–1) op zondag 24 februari 2013 in de Kuip zocht Jeremain Lens in de catacomben de confrontatie met Joris Mathijsen wegens een voorval dat zich op het veld had voorgedaan.
Mathijsen diende zijn contract uit en verliet in de zomer van 2015 de Kuip definitief. Hoewel hij vast van plan was om nog een seizoen te voetballen, kwam dat er niet meer van.

### Erelijst
| UEFA Intertoto Cup | 1x | 2007 |

### Statistieken
| Seizoen | Club         | Competitie       | Competitie | Competitie | Beker | Beker | Internationaal | Internationaal | Overig | Overig | Totaal | Totaal |
| Seizoen | Club         | Competitie       | Wed.       | Dlp.       | Wed.  | Dlp.  | Wed.           | Dlp.           | Wed.   | Dlp.   | Wed.   | Dlp.   |
| ------- | ------------ | ---------------- | ---------- | ---------- | ----- | ----- | -------------- | -------------- | ------ | ------ | ------ | ------ |
| 1998/99 | Willem II    | Eredivisie       | 1          | 0          | 0     | 0     | 0              | 0              | –      | –      | 1      | 0      |
| 1999/00 | Willem II    | Eredivisie       | 7          | 0          | 0     | 0     | 0              | 0              | –      | –      | 7      | 0      |
| 2000/01 | Willem II    | Eredivisie       | 22         | 1          | 0     | 0     | –              | –              | –      | –      | 22     | 1      |
| 2001/02 | Willem II    | Eredivisie       | 31         | 1          | 0     | 0     | –              | –              | –      | –      | 31     | 1      |
| 2002/03 | Willem II    | Eredivisie       | 34         | 1          | 2     | 0     | 6              | 0              | –      | –      | 42     | 1      |
| 2003/04 | Willem II    | Eredivisie       | 32         | 3          | 4     | 0     | 1              | 0              | –      | –      | 37     | 3      |
| 2004/05 | AZ           | Eredivisie       | 25         | 1          | 1     | 0     | 10             | 3              | –      | –      | 36     | 4      |
| 2005/06 | AZ           | Eredivisie       | 25         | 0          | 3     | 0     | 5              | 0              | 2      | 0      | 35     | 0      |
| 2006/07 | AZ           | Eredivisie       | 1          | 1          | –     | –     | –              | –              | –      | –      | 1      | 1      |
| 2006/07 | Hamburger SV | Bundesliga       | 32         | 0          | 1     | 0     | 6              | 0              | –      | –      | 39     | 0      |
| 2007/08 | Hamburger SV | Bundesliga       | 31         | 1          | 4     | 0     | 13             | 0              | –      | –      | 48     | 1      |
| 2008/09 | Hamburger SV | Bundesliga       | 33         | 2          | 5     | 0     | 13             | 1              | –      | –      | 51     | 3      |
| 2009/10 | Hamburger SV | Bundesliga       | 33         | 1          | 2     | 0     | 17             | 1              | –      | –      | 52     | 2      |
| 2010/11 | Hamburger SV | Bundesliga       | 19         | 2          | 2     | 0     | –              | –              | –      | –      | 21     | 2      |
| 2011/12 | Málaga CF    | Primera División | 28         | 0          | 3     | 0     | –              | –              | –      | –      | 31     | 0      |
| 2012/13 | Feyenoord    | Eredivisie       | 29         | 0          | 3     | 0     | –              | –              | –      | –      | 32     | 0      |
| 2013/14 | Feyenoord    | Eredivisie       | 20         | 1          | 4     | 0     | 1              | 0              | –      | –      | 25     | 1      |
| 2014/15 | Feyenoord    | Eredivisie       | 8          | 0          | 0     | 0     | 5              | 0              | 0      | 0      | 13     | 0      |
| Totaal  | Totaal       | Totaal           | 408        | 15         | 34    | 0     | 77             | 5              | 2      | 0      | 521    | 20     |

## Interlandcarrière

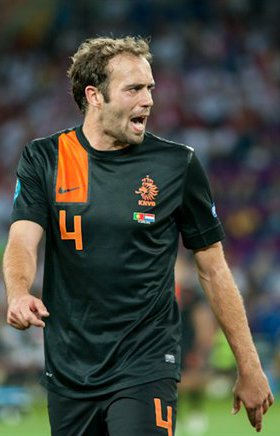
Mathijsen in actie voor Oranje op Euro 2012.

Mathijsen maakte op 17 november 2004 onder toenmalig bondscoach Marco van Basten zijn debuut in het Nederlands elftal, in de met 0–3 gewonnen uitwedstrijd tegen Andorra in Barcelona. Hij viel in dat duel na 82 minuten in voor Phillip Cocu, die voor de 1–0 had gezorgd. In diezelfde wedstrijd maakte Barry van Galen (AZ) zijn debuut voor Oranje.
Twee jaar later mocht Mathijsen mee naar het wereldkampioenschap voetbal 2006. Tijdens dat toernooi vormde hij met André Ooijer het centrale duo in de verdediging in de basiself. Tegen Servië en Montenegro en Ivoorkust begon hij in de basis. Vanwege een gele kaart werd Mathijsen gespaard in de derde groepswedstrijd tegen Argentinië, omdat Nederland al geplaatst was voor de volgende ronde. In de met 0–1 verloren achtste finale tegen Portugal stond hij weer in de basis.
Bondscoach Van Basten nam Mathijsen opnieuw als basisspeler mee naar het EK 2008. De daarna aangestelde bondscoach Bert van Marwijk behield hem vervolgens ook in zijn basiself en nam hem in die hoedanigheid mee naar het WK 2010, waar Mathijsen met het Nederlands elftal voor het eerst in tweeëndertig jaar de finale haalde.
| Interlanddoelpunten | Interlanddoelpunten | Interlanddoelpunten  | Interlanddoelpunten   | Interlanddoelpunten | Interlanddoelpunten | Interlanddoelpunten | Interlanddoelpunten |
| #                   | Datum               | Locatie              | Wedstrijd             | Goal(s)             | Score               | Uitslag             | Competitie          |
| ------------------- | ------------------- | -------------------- | --------------------- | ------------------- | ------------------- | ------------------- | ------------------- |
| 1                   | 2 september 2006    | Luxemburg, Luxemburg | Luxemburg – Nederland | 18'                 | 0 – 1               | 0 – 1               | EK-kwalificatie     |
| 2                   | 7 februari 2007     | Amsterdam, Nederland | Nederland – Rusland   | 79'                 | 3 – 1               | 4 – 1               | Vriendschappelijk   |
| 3                   | 11 oktober 2008     | Rotterdam, Nederland | Nederland – IJsland   | 15'                 | 1 – 0               | 2 – 0               | WK-kwalificatie     |

## Bestuurlijke carrière
Mathijsen werd in juni 2016 aangesteld als technisch directeur bij Willem II, zijn eerste staffunctie bij een voetbalclub. Hier volgde hij Carlos Aalbers op, onder wie de club zich in het voorgaande seizoen via de Play-offs 2016 handhaafde in de Eredivisie. Op 8 maart 2022 werd hij op non-actief gesteld, nadat dezelfde dag hoofdcoach Fred Grim na tegenvallende resultaten werd ontslagen. Onder Grim vocht de club tegen degradatie, maar Mathijsen bleef hem tot het eind steunen.
Na ruim een jaar zonder club te hebben gezeten werd Mathijsen op 25 mei 2023 aangekondigd als de nieuwe technisch directeur van ADO Den Haag, waar hij oud-ploeggenoot Daryl Janmaat opvolgde. Onder zijn leiding moest promotie naar de Eredivisie worden behaald. Met Darije Kalezić als hoofdtrainer was de Haagse club tweemaal dichtbij, maar ging het mis in de play-offs. Het resulteerde later in het ontslag van Mathijsen.

## Privé
Mathijsen is getrouwd en heeft twee zonen. Zoon Jens debuteerde in het seizoen 2024/25 als profvoetballer bij Willem II. Mathijsen is een neef van oud-voetballer Rob Wielaert.